# Otto Nägeli
Otto Nägeli   (Ermatingen, 9 de juliol de 1871 - 11 de març de 1938), va ser un hematòleg suís. Era germà d'Oskar Nägeli.
És conegut sobretot per perfeccionar la classificació de la leucèmia dividint-les en classes mielogèniques i limfocítiques. També va fer l'observació que molts individus infectats amb tuberculosi i no desenvolupaven la malaltia, cosa que va atribuir a les diferències en els sistemes immunitaris individuals. Encara que inicialment va ser controvertit, això va ser demostrat més tard per altres.
Cada dos anys, el Premi Otto Nägeli per a la promoció de la investigació mèdica s'atorga a un científic que treballa a Suïssa que ha fet contribucions destacades a la investigació biomèdica i/o clínica. El premi l'atorga la Fundació Bonizzi Theler amb seu a Zúric i rep el seu nom en honor a Otto Nägeli.